# Rauisuchidae
Rauisuchidae — вимерла родина примітивних тріасових плазунів викопного ряду Рауїзухи (Rauisuchidae). Це були великі (до 6 метрів завдовжки) хижаки. Родина існувала у тріасовому періоді (235–210 млн років тому). Голова була масивною і обладнана довгими зубами, гострими і вигнутими, в той час як тіло довге і низьке з потужними кінцівками.

## Роди
| Рід             | Статус  | Вік                                | Місцезнаходження | Формування                         | Опис                          | Зображення |
| --------------- | ------- | ---------------------------------- | ---------------- | ---------------------------------- | ----------------------------- | ---------- |
| Arganasuchus    | Дійсний | Пізній тріасовий період            | Марокко          |                                    |                               |            |
| ?Fenhosuchus    | Дійсний | Ранній тріасовий період            | Китай            |                                    | Може бути химерою             |            |
| Heptasuchus     | Дійсний | Карнійський ярус                   | США              | Формування Попо Агіє               |                               |            |
| Jushatyria      | Дійсний | Ладинський ярус                    | Росія            |                                    |                               |            |
| Luperosuchus    | Дійсний | Анізійський період                 | Аргентина        |                                    |                               |            |
| Polonosuchus    | Дійсний | Карнійський ярус                   | Польща           |                                    |                               |            |
| Postosuchus     | Дійсний | Карнійський ярус — Норійський ярус | США              | Формування Чінле Супергрупа Ньюарк |                               |            |
| Procerosuchus   | Дійсний | Карнійський ярус                   | Бразилія         | Формування Санта Марія             |                               |            |
| Rauisuchus      | Дійсний | Середній тріасовий період          | Бразилія         |                                    |                               |            |
| Stagonosuchus   | Дійсний | Анізійський період                 | Танзанія         | Формування Манда                   |                               |            |
| Teratosaurus    | Дійсний | Норійський ярус                    | Німеччина        | Формування Льовенштейн             |                               |            |
| Tikisuchus      | Дійсний | Пізній тріасовий період            | Індія            | Формування Тікі                    |                               |            |
| ?Tsylmosuchus   | Дійсний | Оленекський ярус                   | Росія            |                                    | Один з найстаріших архозаврів |            |
| Vjushkovisaurus | Дійсний | Анізійський період                 | Росія            |                                    |                               |            |
| Vytshegdosuchus | Дійсний | Оленекський ярус                   | Росія            |                                    |                               |            |